# Bethlémites filles du Sacré-Cœur de Jésus

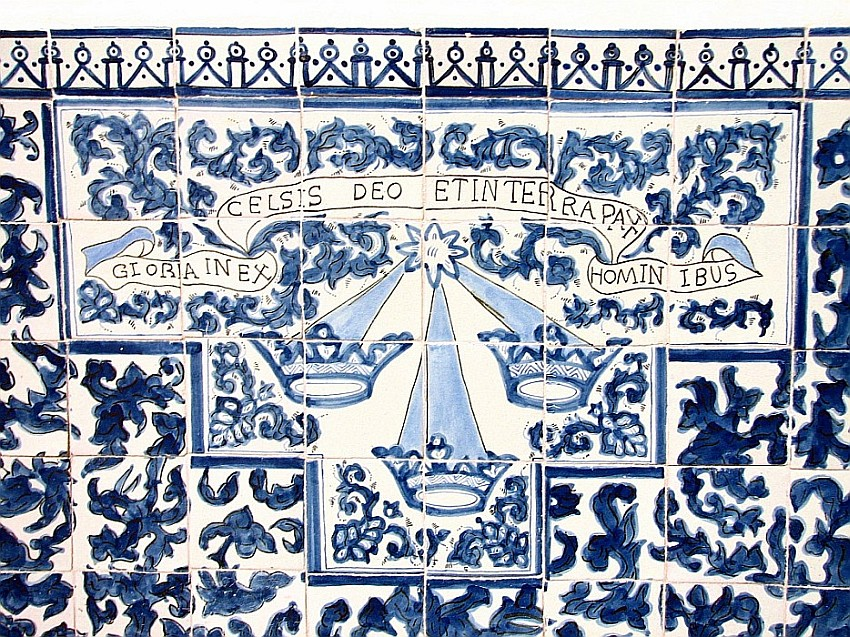

Les bethlémites filles du Sacré-Cœur de Jésus  (en latin :  Instituti Sororum Bethlehemitarum ) sont une congrégation religieuse féminine hospitalière et enseignante de droit pontifical.

## Historique
Lorsque Pierre de Betancur fonde l'hôpital de Nuestra Señora de Belén au Guatemala, il veut confier le soin des malades à des religieuses, mais le manque de moyens l'en empêche. C'est son successeur à la tête de l'Ordre des frères de Bethléem, Frère Rodrigue de la Croix, qui fonde en 1668 une congrégation de religieuses infirmières grâce à Augustine Delgado et sa fille Marianne, qui ouvre un beaterio. Un bref pontifical approuve la fraternité en 1674.
Au début, les religieuses portent l’habit du Tiers-Ordre franciscain puis adoptent un vêtement semblable à celui des frères bethlémite et prononcent cinq vœux religieux ; aux trois communs à tous les religieux (pauvreté, chasteté, obéissance) elles ajoutent ceux d'hospitalité et de clôture religieuse.
Au fil des années, les sœurs abandonnent l’activité hospitalière pour se consacrer à l’éducation des filles de la haute société. Durant la période agitée des luttes pour l'indépendance du Guatemala, il y a un certain relâchement de l'observance régulière. En 1838, Marie de l'Incarnation Rosal entre dans le beaterio de la ville de Guatemala, elle est élue prieure en 1855 et entreprend une réforme en rédigeant de nouvelles constitutions religieuses. Elle rétablit la tradition hospitalière en ouvrant une infirmerie le 16 juillet 1866. L'enseignement n'est pas abandonné et des collèges sont créés même en dehors du Guatemala (en 1874 en Équateur).
Les sœurs Bethlémites sont reconnues par le nonce apostolique au Costa Rica (en) en 1880. L'institut obtient le décret de louange le 20 février 1891 et ses constitutions sont définitivement approuvées par le Saint-Siège le 22 juin 1909.

## Activités et diffusion
Les bethlémites se consacrent aux soins de santé, à l’éducation et à l'assistance sociale.
Elles sont présentes en : 
- Amérique du Nord : Mexique[5], États-Unis.
- Amérique centrale : Costa Rica, Guatemala, El Salvador, Nicaragua.
- Amérique du Sud : Colombie, Équateur, Chili, Venezuela.
- Europe : Espagne, Italie[6].
- Asie : Inde[7].

La maison généralice est à Bogota.
En 2017, la congrégation comptait 629 religieuses répartis dans 85 maisons.